# Histoire de l'Oregon

Drapeau de l'Oregon.

L’histoire de l'Oregon a des milliers d'années d'histoire amérindienne, avant que les Européens et les Américains n'arrivent et commencent à revendiquer ce territoire. La région faisait partie du Territoire de l'Oregon de 1848 à 1853, après quoi elle eut une scission avec le Territoire de Washington et ce qui est plus tard devenu l'État de Washington. L'Oregon est par la suite devenu un État des États-Unis.

## Époque précolombienne
Avant l'arrivée des Européens, les futurs territoires de l'Oregon et de Washington sont peuplés de tribus amérindiennes vivant surtout de la pêche aux saumons et à la baleine. Leur culture du totem devient célèbre avec l'arrivée des explorateurs espagnols, russes et britanniques. Les Klamaths, les Nez-Percés, les Chinook, les Takelma et les Bannocks constituent, à l'époque du début de la colonisation, les nations amérindiennes les plus importantes.

## Exploration et colonisation

### Les premiers explorateurs
Les premières explorations de ce qui deviendra l'Oregon Country sont maritimes. Dans les années 1760 et 1770, les Espagnols montent plusieurs expéditions maritimes depuis la Californie dans le but d'explorer les côtes nord-ouest de l'Amérique du Nord, qu'ils revendiquent bientôt. En 1778, le Britannique James Cook fait de même, réclamant pour la Couronne britannique la région de l'Oregon. Cette déclaration provoque une crise politique entre la Grande-Bretagne et l'Espagne dans les années 1780, la crise de Nootka. Les deux États revendiquent chacun les côtes nord-ouest, et, après la capture par les Espagnols d'une équipe de Britanniques chargé de construire un fortin dans l'Oregon, l'Espagne est prête à en venir aux armes avec la Grande-Bretagne en 1789. Un compromis est cependant trouvé la même année, le royaume d'Espagne réalisant qu'il ne pourra pas compter sur son allié français en pleine révolution si la guerre éclatait. La convention de Nootka est clairement en faveur des Britanniques, ceux-ci confirmant leur domination sur la région. Mais ils auront à faire face à un autre concurrent : le gouvernement américain, qui a des vues lui aussi sur l'Oregon.

### Britanniques, Russes et Américains
- York Factory Express qui rejoint le village de York Factory sur la baie d'Hudson dans l'actuel Manitoba
- Piste de l'Oregon dont la partie finale longe le Columbia
- Continental Divide

Carte illustrant le litige sur la frontière de l'Oregon avec l'Oregon Country (États-Unis) et le Columbia District (Royaume-Uni de Grande-Bretagne et d'Irlande).

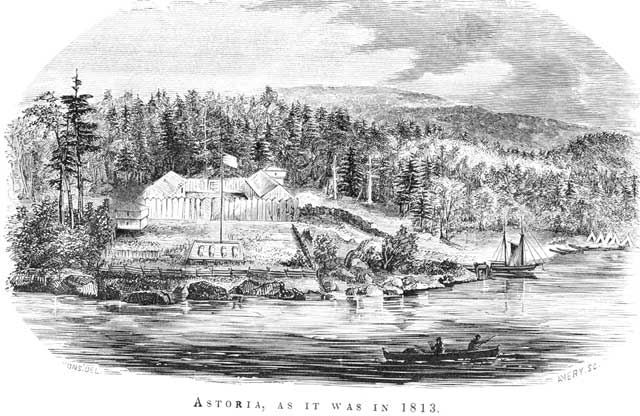
Fort Astoria en 1813

À la fin des années 1780, les côtes de l'Oregon Country sont fréquentées par des navires de différentes nationalités européennes s'adonnant au commerce des fourrures avec les Amérindiens locaux. Les marchands européens et américains échangent diverses marchandises aux Amérindiens contre des peaux et des fourrures de castors, loutres et autres mammifères au pelage très recherché abondants dans la région. En 1792, le navigateur et explorateur britannique George Vancouver reconnait et navigue au large des côtes nord-ouest de l'Amérique du Nord. L'Oregon désignait à l'époque les actuels États de Washington et de l'Oregon. Vancouver rencontre par la même occasion Robert Gray, capitaine américain, qui, comme lui, explore les côtes nord-ouest. Un accord est conclu entre les deux hommes. Les Britanniques acceptent de remonter vers le nord, tandis que les Américains peuvent s'approprier le sud du fleuve Columbia. Le problème est que les Américains revendiquent plus tard comme frontière entre leur territoire et celui des Britanniques le 49e parallèle, alors que la Grande-Bretagne soutiendra, elle, que cette frontière est officiellement fixée par le fleuve Columbia.
Conséquence de ces litiges, la concurrence entre Britanniques et Américains se fait vive au début du XIXe siècle. La Compagnie de la Baie d'Hudson s'installe dans la région dès les premières années du siècle, établissant ainsi plusieurs postes de traite et fortins le long de la Columbia, dont le fort Vancouver qui sert comme centre administratif de la Compagnie. L'Oregon est, dans les années 1810, parcouru par de nombreux trappeurs franco-britannique travaillant pour la Compagnie de la Baie d'Hudson. Ces trappeurs chassaient directement les animaux à fourrure sans passer par l'intermédiaire des Amérindiens, puis revendaient le produit de leurs chasses aux agents de la compagnie. Ces trappeurs de la Compagnie font concurrence aux quelques commerçants et trappeurs américains qui arpentent la région après l'expédition de Lewis et Clark de 1804-1806.
Lewis et Clark, dont le but du périple était de rallier l'océan Pacifique, arrivent au terme de leur voyage à l'embouchure du fleuve Columbia où ils construisent le fort Clatsop. En revenant à l'est en 1806, ils décrivent l'Oregon comme un territoire parcouru par une multitude d'animaux à fourrure, ce qui a vite fait d'attiser les envies des trappeurs américains. Ceux-ci sont de plus en plus nombreux à se rendre dans l'Oregon après 1806.
John Jacob Astor, riche Américain de Saint-Louis, ayant créé sa propre compagnie commerciale de fourrure, la Pacific Fur Company, envoie en 1811 une expédition vers l'Oregon, qui installe un petit poste de traite à l'embouchure de la Columbia, le fort Astoria. Cependant cette présence américaine est de courte durée dans la région. En 1812, la guerre entre les États-Unis et le Royaume-Uni éclate, et, par crainte d'une attaque britannique, le fort Astoria ainsi que tous les autres postes de traite américains sont vendus l'année suivante à la Compagnie du Nord-Ouest, qui deviendra partie intégrante de la Compagnie de la Baie d'Hudson lorsqu'elle sera rachetée par celle-ci.
Cela ne décourage pas les tentatives américaines d'établissement et de traite des fourrures. Après la fin de la guerre anglo-américaine en 1815, des trappeurs américains, de plus en plus nombreux, viennent chasser la fourrure en Oregon, tandis que la bataille juridique pour l'établissement d'une frontière officielle se poursuit entre Washington et Londres. En 1819, un premier compromis est trouvé entre les deux pays : la convention de 1818 met en place une occupation conjointe anglo-américaine de l'Oregon, les colons américains pouvant cohabiter avec les colons britanniques. Cependant cette cohabitation ne met pas fin aux revendications territoriales des deux États, et la bataille juridique ne s'arrêtera vraiment qu'en 1846.
En plus de la concurrence britannique, les trappeurs américains ont bientôt à subir celle des Russes. Depuis 1799, ceux-ci progressent en Amérique du Nord. Ayant établi une petite colonie en Alaska, ils descendent le long des côtes nord-ouest, recherchant les fourrures de loutres de mer. En 1817, ils ont déjà érigé un poste en Californie du nord, fort Ross. L'Empire russe, tout comme les États-Unis et la Grande-Bretagne, a des prétentions dans l'Oregon, et met en place une timide chaîne de postes de traite. Les trappeurs russes chassent les loutres et les castors, pour en faire du commerce avec l'Orient ou, de façon plus illégale, avec les colons espagnols puis mexicains de Californie.
Dans les années 1830 et 1840, la raréfaction des loutres et le manque de moyens de la colonie russe obligent ceux-ci à quitter l'Oregon et la Californie et à remonter vers le nord. Le fort Ross est abandonné en 1841, date à laquelle la présence russe disparait de la région. De plus, en 1846, avec le traité de l'Oregon, les Britanniques reconnaissent le 49e parallèle comme frontière entre territoire américain et territoire britannique. La victoire juridique et territoriale est donc américaine. Mais, avant même que la frontière réelle ne soit fixée, l'Oregon était déjà un territoire activement colonisé par les Américains.

### La migration américaine et les tentatives d'évangélisation du territoire

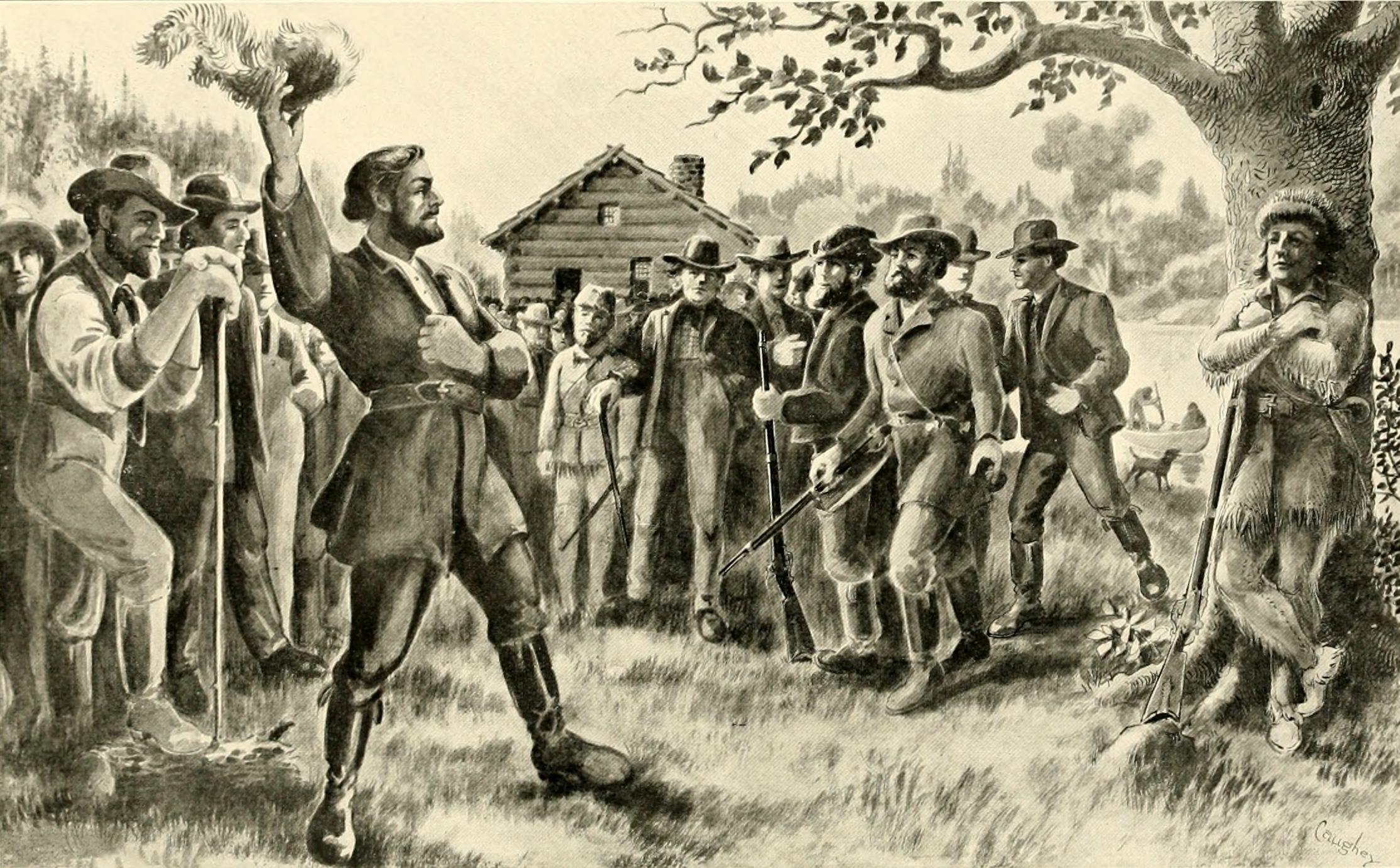
Vue d'artiste de Joseph Meek appelant au vote pour créer le gouvernement provisoire d'Oregon.

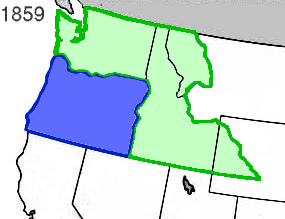
L'ensemble de la zone correspondait au Territoire de l'Oregon en 1848. En 1859, les frontières de l'État actuel d'Oregon furent définies (en bleu), et le reste devint le Territoire de Washington. Des portions furent soustraites de ce territoire en 1863 pour rejoindre le Nebraska et l'Idaho.

À la fin des années 1830, certains Américains s'intéressent à l'Oregon, voulant évangéliser les tribus amérindiennes y résidant. Plusieurs missionnaires protestants de l'Est des États-Unis s'installent dans la région en 1838-1839, tels Marcus Whitman ou Jason Lee, qui établit une mission dans la vallée de la Willamette. Ils doivent faire face à la concurrence de jésuites français eux aussi installés dans les tribus. Mais ils se révèlent bien vite plus impopulaires que les jésuites. Alors que ceux-ci sont bien plus compréhensifs envers les Amérindiens locaux, les missionnaires américains traitent les indigènes avec mépris et violence, les considèrent de haut et ne font rien pour empêcher les colons américains de voler des terres. Whitman, très impopulaire, se fait assassiner par des Cayuses en novembre 1847.
La colonisation massive de l'Oregon commence dès 1842. À partir de cette année, des milliers de convois de colons, partant de l'est, se rendent dans l'Oregon en suivant la célèbre piste de l'Oregon. Les pionniers sont attirés par l'espérance d'obtenir de grands lots de terrain, cela au mépris des indigènes locaux. Cette situation crée des tensions et des troubles. En plus de Whitman, une dizaine de colons sont assassinés par les Cayuses. Les Américains se constituent des milices face aux Amérindiens, et, devant leur violence, les Cayuses doivent fuir dans les Rocheuses. L'immigration continue avec plus de vigueur dans les années 1850 et 1860.
Au début des années 1840, le commerce et la traite des fourrures déclinent, la mode en Europe n'étant plus aux chapeaux en fourrures de castor. De plus, la politique du « désert de fourrures » lancée par la Compagnie de la Baie d'Hudson pour contrer l'avancée américaine dans la région entraîne la presque disparition du castor dans l'Oregon, ce qui provoque dans la région le remplacement progressif des trappeurs par des fermiers américains sédentaires déterminés à coloniser complètement le territoire. L'agriculture se développe lors de l'arrivée massive des pionniers en 1842-1843. Les Amérindiens ne sont plus considérés comme des fournisseurs potentiels de fourrures, mais comme une barrière qu'il faut repousser pour civiliser la région. À mesure de l'augmentation des tensions entre colons et Amérindiens, des échanges se mettent en place avec les régions voisines. Déjà en 1837, des groupes de pionniers s'étaient rendus en Californie, alors territoire mexicain, dans le but de ramener du bétail. C'est un succès, et les années suivantes, d'autres échanges du même type s'effectuent en Californie. Le bétail ramené profite à l'économie agraire qui se met en place progressivement dans la vallée de la Willamette.
En 1843, la majorité des colons de la vallée de la Willamette s'accorde pour créer un gouvernement provisoire d'Oregon, afin de régir les habitants de l'Oregon jusqu'à ce que celui-ci soit érigé en Territoire par le gouvernement américain. Un juge suprême, une législature, un comité exécutif, et un gouverneur constituent ce gouvernement. Celui-ci applique des lois propres à l'Oregon, lois qui, pour la plupart (sauf celles qui ont été remplacées), sont maintenues après que l'Union ait pris en charge directement le territoire. En 1848 est créé officiellement le Territoire de l'Oregon qui englobe l'Oregon Country d'alors.
En 1853, l'Oregon Country est scindé en deux territoires différents : le Territoire de l'Oregon à proprement parler, et le Territoire de Washington, s'étendant au nord de l'Oregon actuel.

### État
Le territoire de l'Oregon devient officiellement, le 14 février 1859, le 32e État des États-Unis.
L'État s'organise dans la seconde moitié du XIXe siècle. L'Oregon s'urbanise sous le flux des colons toujours aussi nombreux à vouloir s'approprier des terrains. Les pionniers arrivent en chariots le long de la piste de l'Oregon, traversant les Plaines du nord et les Rocheuses avant d'arriver à destination. C'était donc un voyage fatigant et dangereux : les migrants n'étaient pas à l'abri d'attaques indiennes, d'accidents mortels ou de maladies particulièrement épuisantes voire entrainant la mort. De plus, les conditions météorologiques rendaient parfois le voyage harassant. Mais les caravanes de chariots qui parcouraient inlassablement l'Ouest ne se décourageaient pas pour autant, et plus les années passaient, plus la piste de l'Oregon était empruntée.
Bientôt le chemin de fer apporte un renouveau à l'État. Dès 1858, une première ligne de chemin de fer entre en activité et assure un service régulier dans la gorge du Columbia. C'est la Cascade Railroad Company qui assure la gérance de cette première ligne. L'Oregon and California Railroad est constituée dans les années 1860, avant que les lignes desservant l'Oregon soient connectées en 1883 à la voie ferrée transcontinentale reliant l'Est des États-Unis à l'Ouest. En outre, le développement du chemin de fer dans les colonies de l'Oregon amène l'augmentation des exportations en bois de l'État.
Dans les rivières et sur le fleuve Columbia se mettent également en place des lignes régulières de bateaux à vapeur, afin de transporter les voyageurs plus facilement. Des routes sont créées, telle la route Barlow, apportant à l'Oregon une plus grande mobilité et aux chariots de colons des voies plus sûres et moins accidentées. Des canaux et des écluses sont aussi établies dans les années 1870, dont celles des chutes de la Willamette, construites en 1873.

### Relations avec les Amérindiens
Les Amérindiens de l'Oregon, au début de la pénétration euro-américaine, n'étaient pas opposés à cette pénétration, bien au contraire. De nombreuses tribus voyaient dans le commerce des fourrures un moyen de créer de solides et profitables liens commerciaux. Ils s'adonnèrent ainsi au commerce avec les navires européens, puis avec les agents des compagnies de fourrure américaines et de la Compagnie de la Baie d'Hudson.
Cette situation changea à partir des années 1840, lorsque l'immigration massive de colons toucha l'Oregon. Les méthodes violentes et autoritaires des missionnaires américains, loin de celles, plus douces, des jésuites français, poussèrent les Amérindiens à se méfier puis à s'insurger contre les Américains. Les Cayuses, après le meurtre de plusieurs colons et du missionnaire Whitman et sa femme, doivent fuir vers le sud devant la riposte violente et sans attente des Américains.
Plus tard, alors que les colons veulent s'approprier les terres amérindiennes et que l'Oregon s'urbanise, les tribus, sous pression, doivent accepter la proposition du gouvernement américain de quitter leurs principaux villages côtiers et de partir s'installer dans des réserves lointaines en échange de quelques milliers de dollars.
Certains groupes amérindiens ne se laissent toutefois pas faire. C'est le cas des Nez-Percés, des Modocs et des Païutes.
En 1864, devant la pression des colons et en pleine guerre de Sécession, les Païutes et leurs alliés se soulèvent contre les Américains. Ils tuent des colons et pillent des convois dans la région de la rivière Snake. La guerre des Snakes ne prend fin qu'en 1868, lorsqu'une force armée américaine défait les derniers groupes de guerriers amérindiens résistants.
Plus tard, en 1873, le chef modoc Kintpuash, surnommé Captain Jack, tue, lors de pourparlers, le général américain Edward Canby. Les Modocs souhaitaient s'installer dans les environs du lac Tule. Mais le meurtre de Canby déclenche une guerre entre Modocs et colons. La résistance amérindienne n'est pas longue : trois mois après l'offensive américaine, les Modocs se rendent. Captain Jack est pendu et les autres Modocs sont envoyés dans une réserve en Oklahoma.
De plus, dans la seconde moitié de la décennie 1870, le shaman Smohalla appelle à la résistance contre les Américains, affirmant que les Blancs vont bientôt disparaître de la région. Partout, des tensions et des soulèvements se créent parmi les Amérindiens. À l'Est de l'État, des Nez-Percés tuent plusieurs Américains. L'armée américaine arrête différents chefs, mais une bande de guerriers nez-percés, accompagnés de leurs familles et conduits par le chef Joseph, organisent la résistance et la guerre face aux colons. Cependant, ils sont obligés de battre en retraite dans les Rocheuses puis de fuir jusqu'au Montana, pourchassés par les soldats américains. À quelque 100 km de la frontière avec le Canada, ils sont arrêtés en octobre 1877, à bout de souffle et épuisés, par l'armée. Le chef Joseph doit se rendre et est déporté avec le reste de sa tribu dans une réserve de l'Oklahoma.
Après ces différentes guerres indiennes, l'Oregon ne connaît plus de conflits entre colons et Amérindiens. Le reste de ceux-ci, étant resté en Oregon, est plus tard envoyé dans de lointaines réserves.

## Histoire moderne

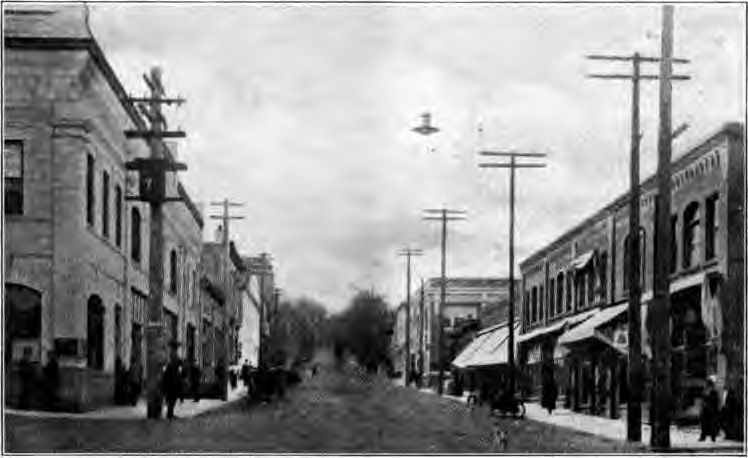
Hood River dans les années 1920.

### Politique
Pendant l'ère progressiste, au début du XXe siècle, l'Oregon adopte une réforme qui autorise le recours au référendum et l'initiative citoyenne. Cette réforme est très populaire, et l'Oregon est l'un des premiers États à se doter d'une telle politique. En 1904, les élections primaires sont instaurées, et, en 1908, les élus peuvent être officiellement révoqués par un vote populaire. L'installation de Noirs sur son territoire, qui était interdite au XIXe siècle, est finalement autorisée en 1925.

### Économie
En 1943 est construit le barrage de Bonneville, entre les États de l'Oregon et de Washington, ce qui renforce l'industrialisation de l'Oregon.
Durant la Seconde Guerre mondiale, un avion japonais lancé d'un porte-avions largua des bombes incendiaires sur des forêts de l'Oregon.

## Sources
- Elmer Belmont Potter et Chester W. Nimitz, La Guerre sur mer, Paris, Payot, 1962, p. 449.
- Philippe Jacquin, Daniel Royot, Go West! Histoire de l'Ouest américain d'hier à aujourd'hui, Flammarion, 2002.